# Fédération Internationale de Pelota Vasca
La Fédération Internationale de Pelota Vasca (FIPV) è la federazione sportiva internazionale, riconosciuta dal CIO che governa lo sport della pelota basca.

## Storia
Il FIPV venne fondato con l'atto di fondazione a Buenos Aires il 19 maggio 1929, il 2 marzo del 1930 venne firmato lo statuto a Espelette nei Paesi baschi francesi, poi la sede venne stabilita a Madrid fino al 1978, nel 1978 la sede venne spostata a San Sebastián nei Paesi Baschi dove rimase fino al 1992, dal 1992 al 1998 venne spostata a Irun e dal 1998 a Pamplona in Navarra, tuttora vi aderiscono 30 federazioni nazionali.